# Parque Loro Puebla
Parque Loro Puebla es una reserva ecológica donde se protegen animales en peligro de extinción ubicado en la carretera federal Puebla- Atlixco. Además, Zoo Parque Loro Puebla ha establecido a lo largo de estos años su infraestructura de calidad, que ha merecido la distinción de la Asociación de Zoológicos y Acuarios de México A.C.

## Historia
En el año de 1991 se inicia con la llegada de 30 caballos miniatura al rancho “El Herradero” y así el primero de enero de 1999 se inaugura lo que hoy se conoce como criadero de animales en peligro de extinción, durante los últimos años este criadero se ha modificado y ha crecido para albergar en sus instalaciones a un gran número de animales silvestres que son amenazados en su hábitat natural.
Hoy en día Parque Loro Puebla es un gran equipo de profesionales a diversas áreas que con la experiencia y el trabajo conforman una verdadera familia comprometida con los seres que cuidan. A la fecha han alcanzado una colección de más de 400 animales de 96 especies diferentes, obteniendo un gran éxito con la reproducción de más de 50 especies en peligro de extinción.
De esta manera Zoo Parque Loro Puebla ha establecido a lo largo de estos años su infraestructura y podemos decir que hoy en día son un zoológico moderno que cumple con los cuatro objetivos principales: educación, investigación, recreación y conservación.

## Compromiso
Parque Loro Puebla se ha planteado como una prioridad fortalecer a través de la investigación los aspectos biológicos y médicos de los prros logrando una alimentación balanceada, albergues confortables, estimular la reproducción, es decir un estado de bienestar animal, integral en sus ejemplares con lo que se lograra un máximo potencial de exhibición y educación para los visitantes.
Parque Loro ha creado el departamento de Etología del PLP, este departamento tiene como objetivo el desarrollar estrategias de manejo conductual, elaborando etogramas y diagnósticos de exhibición en base de la biología particular de las especies, para determinar las alternativas de estimulación sensorial, sociabilización, ambientación y destreza mental, y de esta forma mantener la salud mental y física ya que se pretende que el animal se desarrolle en un ambiente dinámico. Para que este proceso se desarrolle de manera adecuada el animal debe ser el que busque su propio alimento, se debe estimula su olfato, vista, tacto y oído. Todo esto nos lleva a mejorar la calidad de vida de los animales presentes, disminuyendo su probabilidad de enfermarse, aumentando la tasa reproductiva y viabilidad de las crías; de esta forma los visitantes poseen una oportunidad de observar a los animales en un pleno estado de salud física y mental.

## Educación Ambiental
En Parque Loro se preocupan por el medio ambiente, ellos han diseñado diversas actividades recreativas para los visitantes, con la finalidad de fomentar una cultura ambientalista, tales actividades involucran el reciclaje, la separación de basura, la educación sobre la conservación de las especies así como la alimentación y cuidados de estos. 
Por otra parte Parque Loro ofrece diversos talleres para niños desde preescolar, hasta alumnos de universidad donde exponen las diversas problemáticas ambientales que les permiten crear consciencia del daño que causamos al medio ambiente.
El objetivo de este programa de educación ambiental es ayudar y promover la conservación y reproducción de las especies en peligro de extinción.

## Especies

### Aves
- Perico Amapola
- Guacamaya Roja
- Guacamaya Militar
- Perico Atolero
- Aratinga de Guayaquil
- Aratinga de Ojo Blanco
- Conuro Solar
- Catita de Garganta Naranja
- Guacamaya Noble
- Cotorrita Común Argentina
- Chachalaca
- Guacamaya de Vientre Rojo
- Pava Cojolita
- Caique de cabeza negra
- Cotorra Serrana Occidental
- Cacatúa Blanca
- Perico Cucha
- Perico de cabeza amarilla
- Perico cabeza negra
- Perico de la patagonia
- Perico de nuca amarilla
- Perico de Senegal
- Perico guayabero
- Perico pechisucio
- Perico quila
- Perico yucateco
- Loro Guaro
- Guacamaya Azul Dorado
- Faisán Dorado
- Hoco Faisán
- Loris Rojo
- Faisán de Collar
- Perico Gris Africano
- Loro Harinoso
- Loro Tamaulipeco
- Catita Aliazul
- Loro Tumultuoso
- Chachalaca Negra

### Felinos
- Tigre Blanco
- Jaguar
- León Blanco
- Lince
- Ocelote
- Tigrillo
- León
- Puma

### Mamíferos
- Puercoespín Africano
- Agouti
- Caballo Miniatura
- Ardilla
- Conejillo de Indias
- Perezoso
- Grisón
- Wallabie
- Temazate
- Conejo Europeo
- Mapache
- Cerdo Vietnamita
- Oso Negro Americano
- Zorrillo
- Hurón
- Erizo común europeo
- Guanaco
- Hiena
- Perrito de la Pradera
- Venado Temazate

### Reptiles
- Boa Constrictora
- Tortuga de Espolones Africana
- Pitón Burmes Albino
- Tortuga Lagarto o Mordedora
- Cocodrilo de Pantano
- Iguana
- Tortuga Casquito
- Tortuga Japonesa
- Caimán
- Cocodrilo Americano
- Pitón Tigrina
- Tortuga Dragón
- Tortuga de Caja Yucateca
- Tortuga de Mejillas Amarillas

### Primates en Zoo Parque Loro Puebla
- Monos Cebidos
- Capuchino Cara Negra
- Mono Ardilla
- Mono Japonés
- Capuchino Llorón
- Mono Aullador
- Mono Araña

### Tamarines y Marmosetas
- Titi Orejas de Algodón
- Titi Orejas de Pincel
- Mono de Manos Doradas
- Mono Copete de Algodón
- Titi Manto Rojo
- Tamarino Bigotudo
- Tití Pigmeo

### Monos del Viejo Mundo
- Mono Patas
- Lémur de Cola Anillada[2]